# Европско првенство у атлетици на отвореном 2012 — 3.000 метара препреке за мушкарце
Трка на 3.000 метара са препрекама у мушкој конкуренцији на Европском првенству у атлетици 2012. у Хелсинкију одржана је 27. и 29. јуна на Олимпијском стадиону у Хелсинкију.
Титулу освојене у Барселони 2010. одбранио је Маједин Мекиси Бенабад из Француске.
Учествовало је 25 такмичара из 14 земаља. На циљ су стигла 22, два су одустала и један није стартовао.

## Земље учеснице
1. Естонија (1)
2. Финска (1)
3. Француска (3)
4. Италија (2)
5. Израел (1)
6. Молдавија (1)
7. Немачка (1)
8. Пољска (3)
9. Португалија (1)
10. Румунија (1)
11. Русија (1)
12. Шпанија (3)
13. Турска (3)
14. Уједињено Краљевство (3)

## Рекорди
| Рекорди пре почетка Европског првенства 2012. | Рекорди пре почетка Европског првенства 2012. | Рекорди пре почетка Европског првенства 2012. | Рекорди пре почетка Европског првенства 2012. | Рекорди пре почетка Европског првенства 2012. |
| --------------------------------------------- | --------------------------------------------- | --------------------------------------------- | --------------------------------------------- | --------------------------------------------- |
| Светски рекорд                                | Саиф Саид Шахин · Катар                       | 7:53,63                                       | Брисел, Белгија                               | 3. септембар 2004.                            |
| Европски рекорд                               | Буабделах Тари · Француска                    | 8:01,18                                       | Берлин, Немачка                               | 18. август 2009.                              |
| Рекорди европских првенстава                  | Маједин Мекиси Бенабад · Француска            | 8:07,87                                       | Барселона, Шпанија                            | 1. август 2010.                               |
| Најбољи светски резултат сезоне               | Пол Кипсијел Коеч · Кенија                    | 7:54,31                                       | Рим, Италија                                  | 31. мај 2012                                  |
| Најбољи европски резултат сезоне              | Маједин Мекиси Бенабад · Француска            | 8:10,90                                       | Вилнев д’Аск, Француска                       | 9. јуни 2012                                  |

### Најбољи европски резултати у 2012. години
Десет најбољих европских атлетичара на 3.000 метара са препрекама 2012. године до почетка првенства (27. јуна 2012), имали су следећи пласман на европској и светској ранг листи. (СРЛ)
| 1.  | Маједин Мекиси Бенабад, Француска | 8:10,90 | 9. јун  | 10. СРЛ |
| 2.  | Виктор Гарсија Шпанија            | 8:15,20 | 7. јун  | 15. СРЛ |
| 3.  | Abdelaziz Merzoughi, Шпанија      | 8:18,03 | 7. јун  | 19. СРЛ |
| 4.  | Нордин Жецар Француска            | 8:18,89 | 9. јун  | 20. СРЛ |
| 5.  | Лукаш Паршчињски Пољска           | 8:21,80 | 31. мај | 25. СРЛ |
| 6.  | Вадим Слободењук Украјина         | 8:22,19 | 28. мај | 27. СРЛ |
| 7.  | Јури Флоријани Италија            | 8:22,62 | 9. јун  | 28. СРС |
| 8.  | Илдар Миншин Русија               | 8:23,07 | 11. јун | 29. СРЛ |
| 9.  | Андреј Фарносов Русија            | 8:23,31 | 11. јун | 31. СРЛ |
| 10. | Антонио Давид Хименез Шпанија     | 8:24,19 | 7. јун  | 34 СРЛ  |

Такмичарке чија су имена подебљана учествују на ЛОИ.

## Освајачи медаља
|                                  |                          |                        |
| Маједин Мехиси-Бенабад Француска | Тарик Лагат Акдаг Турска | Виктор Гарсија Шпанија |

## Сатница
| Датум         | Време | Коло          |
| ------------- | ----- | ------------- |
| 27. јун 2012  | 18:30 | Квалификације |
| 29. јун 2012. | 19:05 | Финале        |

## Резултати

### Квалификације
Такмичари су били подељени у две групе. У финале су се пласирали по четворица првопласираних из обе групе (КВ) и седморица према постигнутом резултату (кв).
| Место | Група | Име                    | Земља                | Време   | Белешка                                |
| ----- | ----- | ---------------------- | -------------------- | ------- | -------------------------------------- |
| 1     | 2     | Тарик Лагат Акдаг      | Турска               | 8:27,31 | КВ, ЛРС                                |
| 2     | 2     | Јон Лучијанов          | Молдавија            | 8:29.28 | КВ                                     |
| 3     | 2     | Виктор Гарсија         | Шпанија              | 8:29,44 | КВ                                     |
| 4     | 2     | Łukasz Oślizło         | Пољска               | 8:29,46 | КВ                                     |
| 5     | 2     | Abdelaziz Merzoughi    | Шпанија              | 8:29,51 | кв                                     |
| 6     | 2     | Штефен Уличка          | Немачка              | 8:29,55 | кв                                     |
| 7     | 1     | Маједин Мекиси Бенабад | Француска            | 8:31,05 | КВ                                     |
| 8     | 1     | Нордин Жецар           | Француска            | 8:31,33 | КВ                                     |
| 9     | 2     | Јури Флоријани         | Италија              | 8:32,63 | кв                                     |
| 10    | 1     | Патрик Насти           | Италија              | 8:34,08 | КВ                                     |
| 11    | 1     | Лукаш Паршчињски       | Пољска               | 8:35,05 | КВ                                     |
| 12    | 1     | Антонио Давид Химанез  | Шпанија              | 8:35,44 | кв                                     |
| 13    | 2     | Каур Кивистик          | Естонија             | 8:36,10 | кв, ЛР                                 |
| 14    | 1     | Хакан Дувар            | Турска               | 8:37,40 | кв                                     |
| 15    | 1     | Кристијан Залевски     | Пољска               | 8:37,82 | кв                                     |
| 16    | 1     | Џејмс Вилкинсон        | Уједињено Краљевство | 8:39,19 |                                        |
| 17    | 2     | Нуредин Смаил          | Француска            | 8:41,11 |                                        |
| 18    | 1     | Алберто Пауло          | Португалија          | 8:41.63 | ЛРС                                    |
| 19    | 2     | Itai Maggidi           | Израел               | 8:47,29 |                                        |
| 20    | 1     | Rob Mullett            | Уједињено Краљевство | 8:48,38 |                                        |
| 21    | 2     | Илдар Миншин           | Русија               | 8:52,84 |                                        |
| 22    | 1     | Alexandru Ghinea       | Румунија             | 8:55,88 |                                        |
| 23    | 1     | Јука Кескисало         | Финска               | НС      |                                        |
| 23    | 1     | Халил Акаш             | Турска               | НЗ      |                                        |
| 23    | 2     | Luke Gunn              | Уједињено Краљевство | НЗ      |                                        |
| 8     | 1     | Нордин Жецар           | Француска            | 8:31,33 | ДИСК Чл.32,2а Анти допинг правила ИААФ |

### Финале
| Место | Име                    | Земља     | Време   | Белешка |
| ----- | ---------------------- | --------- | ------- | ------- |
|       | Маједин Мекиси Бенабад | Француска | 8:33,23 |         |
|       | Тарик Лагат Акдаг      | Турска    | 8:35,24 |         |
|       | Виктор Гарсија         | Шпанија   | 8:35,87 |         |
| 4     | Abdelaziz Merzoughi    | Шпанија   | 8:38,58 |         |
| 5     | Лукаш Паршчињски       | Пољска    | 8:38,76 |         |
| 6     | Јури Флоријани         | Италија   | 8:39,22 |         |
| 7     | Кристијан Залевски     | Пољска    | 8:39,35 |         |
| 8     | Хакан Дувар            | Турска    | 8:40,05 |         |
| 9     | Штефен Уличка          | Немачка   | 8:41,53 |         |
| 10    | Јон Лучијанов          | Молдавија | 8:42,06 |         |
| 11    | Łukasz Oślizło         | Пољска    | 8:44,51 |         |
| 12    | Патрик Насти           | Италија   | 8:48,37 |         |
| 13    | Антонио Давид Химанез  | Шпанија   | 8:53,30 |         |
| 14    | Каур Кивистик          | Естонија  | 8:58,02 |         |
| 4     | Норедин Жезар          | Француска | 8:31,33 | [ 4 ]   |